# 修正ユリウス暦
修正ユリウス暦（しゅうせいユリウスれき、英語: Revised Julian Calendar）は、1923年5月にコンスタンディヌーポリ（コンスタンティノープル）で開かれた公会において、幾つかの正教会の教会に受け入れられたとされる暦である。

## 導入
公会において新暦（修正ユリウス暦）は、ユリウス暦1923年9月30日（グレゴリオ暦1923年10月13日）の翌日を、修正ユリウス暦の1923年10月14日と定め、グレゴリオ暦と月日を合わせる形式が採られた。1582年のグレゴリオ暦への改暦時に省いた日数が10日間だったのに対して、1923年の改暦時にはそれより3日分多くなっているが、これはグレゴリオ暦では平年となっている1700年・1800年・1900年を、ユリウス暦では閏年としていたためである。また、グレゴリオ暦とは異なる置閏法も導入された。

### 採用・不採用
修正ユリウス暦を受け入れている正教会は、コンスタンディヌーポリ総主教庁、アレクサンドリア総主教庁、アンティオキア総主教庁、ギリシャ正教会、キプロス正教会、ルーマニア正教会、ポーランド正教会、ブルガリア正教会（1963年導入）、ウクライナ正教会（2023年9月1日より）である。
修正ユリウス暦を導入せずユリウス暦を使い続けている教会は、エルサレム総主教庁、ロシア正教会、セルビア正教会、グルジア正教会、旧暦派である。ロシア正教会が復活大祭（移動祭日）の計算にも、固定祭日の計算にも、ユリウス暦を使い続けていたにもかかわらず、ミランコヴィチは1923年10月には新暦が導入されたと述べた。
公会はさらに、復活大祭についての新しい計算方法についても決定したが、全ての正教会はこの計算方法を受け入れず、復活大祭の日を決定するにあたってはユリウス暦を使い続けている。ただしフィンランド正教会とエストニア使徒正教会のみはグレゴリオ暦を用いて復活大祭を祝い、固定祭日の決定にもグレゴリオ暦を使っている。

## 置閏法
修正ユリウス暦における置閏法は、
1. 4で割り切れる年を閏年とする。
2. ただし100で割り切れる年については、更に900で割ったときの余りが200か600である年のみを閏年とし、それ以外は平年とする

である。
この置閏法は、セルビア人・クロアチア人・スロベニア人王国（ユーゴスラヴィア王国）を代表して会議に出席していた天文学者、ミルティン・ミランコビッチ (Milutin Milanković) の提案によるものであった。これによれば1年の平均の長さは365.242 222 222…日となり、当時の平均太陽時の長さである365.242 198 781 25日と比べて約2.025秒しか違わず、グレゴリオ暦では1年の平均の長さを365.2425として1年に26.821秒の差異を生ずるのに対して精度は高い。しかしながら春分年は若干長めとなっているため、数千年のうちに修正ユリウス暦も、グレゴリオ暦と同様に3月21日に春分を合わせることが出来なくなる。また1日の長さは100年で1.7ミリ秒増加しており（潮汐加速による）、1年あたりの日数は1000年につきに約0.0001日ほど短くなる。このことは、長い期間でみれば、修正ユリウス暦は平均太陽時を基礎にしたとしても、正確ではなくなることを意味する。

## ユリウス暦やグレゴリオ暦との関係
ユリウス暦・グレゴリオ暦・修正ユリウス暦は3つとも、以下の特徴を持つ。
- 各月の日数が同じであり、平年は365日、閏年は366日とする太陽暦であること。
- 年始とする月を1月 (英: January)、年末とする月を12月 (英: December) としていること。
- 紀年法にキリスト紀元（西暦）を用いること。

したがって、日付（年月日）が一致することがある。

### ユリウス暦との関係
修正ユリウス暦における置閏法をその導入日以前に適用した場合（先発修正ユリウス暦）、キリスト紀元300年3月1日から400年2月28日にかけてのみ、ユリウス暦と日付が一致する。

### グレゴリオ暦との関係
1923年の時点でグレゴリオ暦と日付を合わせたため、当面はグレゴリオ暦と一致する。2800年にグレゴリオ暦では閏年となるが、修正ユリウス暦では閏年とはならず、この年の2月28日の次の日から修正ユリウス暦とグレゴリオ暦の間にはずれが生じる。2900年には逆にグレゴリオ暦が平年であるのに対して修正ユリウス暦は閏年となり、この年の3月1日以降は一致する。以後、断続的に日付が合致する時期と合致しない時期を経て、5200年2月28日以降は合致することはなくなる。
| キリスト紀元（西暦） | キリスト紀元（西暦）        | グレゴリオ暦       | グレゴリオ暦 | グレゴリオ暦 | グレゴリオ暦 | 修正ユリウス暦   | 修正ユリウス暦 | 修正ユリウス暦 | 修正ユリウス暦 | 日付の一致・不一致                    | 日付の一致・不一致                   |
| ミレニアム           | 期間                        | 最後の年           | 最後の年     | 閏年の回数   | 閏年の回数   | 最後の年         | 最後の年       | 閏年の回数     | 閏年の回数     | 期間の初日から 最後の年の 2月28日まで | 最後の年の 3月1日から 期間の末日まで |
| ミレニアム           | 期間                        | 400で 割り切れるか | 種類         | 小計         | 累計         | 900で 割った余り | 種類           | 小計           | 累計           | 期間の初日から 最後の年の 2月28日まで | 最後の年の 3月1日から 期間の末日まで |
| -------------------- | --------------------------- | ------------------ | ------------ | ------------ | ------------ | ---------------- | -------------- | -------------- | -------------- | ------------------------------------- | ------------------------------------ |
| 紀元前 2千年紀       | 紀元前1300年 - 紀元前1201年 | はい               | 閏年         | 25           | -756         | 600              | 閏年           | 25             | -755           | 不一致 （以前も同様）                 | 不一致 （以前も同様）                |
| 紀元前 2千年紀       | 紀元前1200年 - 紀元前1101年 | いいえ             | 平年         | 24           | -732         | 700              | 平年           | 24             | -731           | 不一致 （以前も同様）                 | 不一致 （以前も同様）                |
| 紀元前 2千年紀       | 紀元前1100年 - 紀元前1001年 | いいえ             | 平年         | 24           | -708         | 800              | 平年           | 24             | -707           | 不一致 （以前も同様）                 | 不一致 （以前も同様）                |
| 紀元前 1千年紀       | 紀元前1000年 - 紀元前901年  | いいえ             | 平年         | 24           | -684         | 0                | 平年           | 24             | -683           | 不一致 （以前も同様）                 | 不一致 （以前も同様）                |
| 紀元前 1千年紀       | 紀元前900年 - 紀元前801年   | はい               | 閏年         | 25           | -659         | 100              | 平年           | 24             | -659           | 不一致                                | 一致                                 |
| 紀元前 1千年紀       | 紀元前800年 - 紀元前701年   | いいえ             | 平年         | 24           | -635         | 200              | 閏年           | 25             | -634           | 一致                                  | 不一致                               |
| 紀元前 1千年紀       | 紀元前700年 - 紀元前601年   | いいえ             | 平年         | 24           | -611         | 300              | 平年           | 24             | -610           | 不一致                                | 不一致                               |
| 紀元前 1千年紀       | 紀元前600年 - 紀元前501年   | いいえ             | 平年         | 24           | -587         | 400              | 平年           | 24             | -586           | 不一致                                | 不一致                               |
| 紀元前 1千年紀       | 紀元前500年 - 紀元前401年   | はい               | 閏年         | 25           | -562         | 500              | 平年           | 24             | -562           | 不一致                                | 一致                                 |
| 紀元前 1千年紀       | 紀元前400年 - 紀元前301年   | いいえ             | 平年         | 24           | -538         | 600              | 閏年           | 25             | -537           | 一致                                  | 不一致                               |
| 紀元前 1千年紀       | 紀元前300年 - 紀元前201年   | いいえ             | 平年         | 24           | -514         | 700              | 平年           | 24             | -513           | 不一致                                | 不一致                               |
| 紀元前 1千年紀       | 紀元前200年 - 紀元前101年   | いいえ             | 平年         | 24           | -490         | 800              | 平年           | 24             | -489           | 不一致                                | 不一致                               |
| 紀元前 1千年紀       | 紀元前100年 - 紀元前1年     | はい               | 閏年         | 25           | -465         | 0                | 平年           | 24             | -465           | 不一致                                | 一致                                 |
| 1千年紀              | 元年 - 100年                | いいえ             | 平年         | 24           | -441         | 100              | 平年           | 24             | -441           | 一致                                  | 一致                                 |
| 1千年紀              | 101年 - 200年               | いいえ             | 平年         | 24           | -417         | 200              | 閏年           | 25             | -416           | 一致                                  | 不一致                               |
| 1千年紀              | 201年 - 300年               | いいえ             | 平年         | 24           | -393         | 300              | 平年           | 24             | -392           | 不一致                                | 不一致                               |
| 1千年紀              | 301年 - 400年               | はい               | 閏年         | 25           | -368         | 400              | 平年           | 24             | -368           | 不一致                                | 一致                                 |
| 1千年紀              | 401年 - 500年               | いいえ             | 平年         | 24           | -344         | 500              | 平年           | 24             | -344           | 一致                                  | 一致                                 |
| 1千年紀              | 501年 - 600年               | いいえ             | 平年         | 24           | -320         | 600              | 閏年           | 25             | -319           | 一致                                  | 不一致                               |
| 1千年紀              | 601年 - 700年               | いいえ             | 平年         | 24           | -296         | 700              | 平年           | 24             | -295           | 不一致                                | 不一致                               |
| 1千年紀              | 701年 - 800年               | はい               | 閏年         | 25           | -271         | 800              | 平年           | 24             | -271           | 不一致                                | 一致                                 |
| 1千年紀              | 801年 - 900年               | いいえ             | 平年         | 24           | -247         | 0                | 平年           | 24             | -247           | 一致                                  | 一致                                 |
| 1千年紀              | 901年 - 1000年              | いいえ             | 平年         | 24           | -223         | 100              | 平年           | 24             | -223           | 一致                                  | 一致                                 |
| 2千年紀              | 1001年 - 1100年             | いいえ             | 平年         | 24           | -199         | 200              | 閏年           | 25             | -198           | 一致                                  | 不一致                               |
| 2千年紀              | 1101年 - 1200年             | はい               | 閏年         | 25           | -174         | 300              | 平年           | 24             | -174           | 不一致                                | 一致                                 |
| 2千年紀              | 1201年 - 1300年             | いいえ             | 平年         | 24           | -150         | 400              | 平年           | 24             | -150           | 一致                                  | 一致                                 |
| 2千年紀              | 1301年 - 1400年             | いいえ             | 平年         | 24           | -126         | 500              | 平年           | 24             | -126           | 一致                                  | 一致                                 |
| 2千年紀              | 1401年 - 1500年             | いいえ             | 平年         | 24           | -102         | 600              | 閏年           | 25             | -101           | 一致                                  | 不一致                               |
| 2千年紀              | 1501年 - 1600年             | はい               | 閏年         | 25           | -77          | 700              | 平年           | 24             | -77            | 不一致                                | 一致                                 |
| 2千年紀              | 1601年 - 1700年             | いいえ             | 平年         | 24           | -53          | 800              | 平年           | 24             | -53            | 一致                                  | 一致                                 |
| 2千年紀              | 1701年 - 1800年             | いいえ             | 平年         | 24           | -29          | 0                | 平年           | 24             | -29            | 一致                                  | 一致                                 |
| 2千年紀              | 1801年 - 1900年             | いいえ             | 平年         | 24           | -5           | 100              | 平年           | 24             | -5             | 一致                                  | 一致                                 |
| 2千年紀              | 1901年 - 1922年             | —                  | —            | 5            | 0            | —                | —              | 5              | 0              | 一致                                  | 一致                                 |
| 2千年紀              | 1923年（導入年）            | —                  | —            | 0            | 0            | —                | —              | 0              | 0              | 一致                                  | 一致                                 |
| 2千年紀              | 1924年 - 2000年             | はい               | 閏年         | 20           | 20           | 200              | 閏年           | 20             | 20             | 一致                                  | 一致                                 |
| 3千年紀              | 2001年 - 2100年             | いいえ             | 平年         | 24           | 44           | 300              | 平年           | 24             | 44             | 一致                                  | 一致                                 |
| 3千年紀              | 2101年 - 2200年             | いいえ             | 平年         | 24           | 68           | 400              | 平年           | 24             | 68             | 一致                                  | 一致                                 |
| 3千年紀              | 2201年 - 2300年             | いいえ             | 平年         | 24           | 92           | 500              | 平年           | 24             | 92             | 一致                                  | 一致                                 |
| 3千年紀              | 2301年 - 2400年             | はい               | 閏年         | 25           | 117          | 600              | 閏年           | 25             | 117            | 一致                                  | 一致                                 |
| 3千年紀              | 2401年 - 2500年             | いいえ             | 平年         | 24           | 141          | 700              | 平年           | 24             | 141            | 一致                                  | 一致                                 |
| 3千年紀              | 2501年 - 2600年             | いいえ             | 平年         | 24           | 165          | 800              | 平年           | 24             | 165            | 一致                                  | 一致                                 |
| 3千年紀              | 2601年 - 2700年             | いいえ             | 平年         | 24           | 189          | 0                | 平年           | 24             | 189            | 一致                                  | 一致                                 |
| 3千年紀              | 2701年 - 2800年             | はい               | 閏年         | 25           | 214          | 100              | 平年           | 24             | 213            | 一致                                  | 不一致                               |
| 3千年紀              | 2801年 - 2900年             | いいえ             | 平年         | 24           | 238          | 200              | 閏年           | 25             | 238            | 不一致                                | 一致                                 |
| 3千年紀              | 2901年 - 3000年             | いいえ             | 平年         | 24           | 262          | 300              | 平年           | 24             | 262            | 一致                                  | 一致                                 |
| 4千年紀              | 3001年 - 3100年             | いいえ             | 平年         | 24           | 286          | 400              | 平年           | 24             | 286            | 一致                                  | 一致                                 |
| 4千年紀              | 3101年 - 3200年             | はい               | 閏年         | 25           | 311          | 500              | 平年           | 24             | 310            | 一致                                  | 不一致                               |
| 4千年紀              | 3201年 - 3300年             | いいえ             | 平年         | 24           | 335          | 600              | 閏年           | 25             | 335            | 不一致                                | 一致                                 |
| 4千年紀              | 3301年 - 3400年             | いいえ             | 平年         | 24           | 359          | 700              | 平年           | 24             | 359            | 一致                                  | 一致                                 |
| 4千年紀              | 3401年 - 3500年             | いいえ             | 平年         | 24           | 383          | 800              | 平年           | 24             | 383            | 一致                                  | 一致                                 |
| 4千年紀              | 3501年 - 3600年             | はい               | 閏年         | 25           | 408          | 0                | 平年           | 24             | 407            | 一致                                  | 不一致                               |
| 4千年紀              | 3601年 - 3700年             | いいえ             | 平年         | 24           | 432          | 100              | 平年           | 24             | 431            | 不一致                                | 不一致                               |
| 4千年紀              | 3701年 - 3800年             | いいえ             | 平年         | 24           | 456          | 200              | 閏年           | 25             | 456            | 不一致                                | 一致                                 |
| 4千年紀              | 3801年 - 3900年             | いいえ             | 平年         | 24           | 480          | 300              | 平年           | 24             | 480            | 一致                                  | 一致                                 |
| 4千年紀              | 3901年 - 4000年             | はい               | 閏年         | 25           | 505          | 400              | 平年           | 24             | 504            | 一致                                  | 不一致                               |
| 5千年紀              | 4001年 - 4100年             | いいえ             | 平年         | 24           | 529          | 500              | 平年           | 24             | 528            | 不一致                                | 不一致                               |
| 5千年紀              | 4101年 - 4200年             | いいえ             | 平年         | 24           | 553          | 600              | 閏年           | 25             | 553            | 不一致                                | 一致                                 |
| 5千年紀              | 4201年 - 4300年             | いいえ             | 平年         | 24           | 577          | 700              | 平年           | 24             | 577            | 一致                                  | 一致                                 |
| 5千年紀              | 4301年 - 4400年             | はい               | 閏年         | 25           | 602          | 800              | 平年           | 24             | 601            | 一致                                  | 不一致                               |
| 5千年紀              | 4401年 - 4500年             | いいえ             | 平年         | 24           | 626          | 0                | 平年           | 24             | 625            | 不一致                                | 不一致                               |
| 5千年紀              | 4501年 - 4600年             | いいえ             | 平年         | 24           | 650          | 100              | 平年           | 24             | 649            | 不一致                                | 不一致                               |
| 5千年紀              | 4601年 - 4700年             | いいえ             | 平年         | 24           | 674          | 200              | 閏年           | 25             | 674            | 不一致                                | 一致                                 |
| 5千年紀              | 4701年 - 4800年             | はい               | 閏年         | 25           | 699          | 300              | 平年           | 24             | 698            | 一致                                  | 不一致                               |
| 5千年紀              | 4801年 - 4900年             | いいえ             | 平年         | 24           | 723          | 400              | 平年           | 24             | 722            | 不一致                                | 不一致                               |
| 5千年紀              | 4901年 - 5000年             | いいえ             | 平年         | 24           | 747          | 500              | 平年           | 24             | 746            | 不一致                                | 不一致                               |
| 6千年紀              | 5001年 - 5100年             | いいえ             | 平年         | 24           | 771          | 600              | 閏年           | 25             | 771            | 不一致                                | 一致                                 |
| 6千年紀              | 5101年 - 5200年             | はい               | 閏年         | 25           | 796          | 700              | 平年           | 24             | 795            | 一致                                  | 不一致                               |
| 6千年紀              | 5201年 - 5300年             | いいえ             | 平年         | 24           | 820          | 800              | 平年           | 24             | 819            | 不一致 （以降も同様）                 | 不一致 （以降も同様）                |
| 6千年紀              | 5301年 - 5400年             | いいえ             | 平年         | 24           | 844          | 0                | 平年           | 24             | 843            | 不一致 （以降も同様）                 | 不一致 （以降も同様）                |
| 6千年紀              | 5401年 - 5500年             | いいえ             | 平年         | 24           | 868          | 100              | 平年           | 24             | 867            | 不一致 （以降も同様）                 | 不一致 （以降も同様）                |
| 6千年紀              | 5501年 - 5600年（参考）     | はい               | 閏年         | 25           | 893          | 200              | 閏年           | 25             | 892            | 不一致 （以降も同様）                 | 不一致 （以降も同様）                |

## 修正ユリウス日 (MJD) との相互換算
グレゴリオ暦上の1858年11月17日の午前0時UTを元期として、その時点からの経過日数を数えるものを修正ユリウス日 (MJD: Modified Julian Date) と呼ぶ。それを利用することで、他の暦法（例えば、ユリウス暦やグレゴリオ暦など）への換算を容易に行うことができる。

### 修正ユリウス暦から修正ユリウス日 (MJD) への換算
修正ユリウス暦上の日付（ y 年 m 月 d 日）から修正ユリウス日 MJD を計算するには次の公式を使う。なお、公式は、事前準備段階と換算段階の2つの工程に分かれている。
1. 事前準備
  - {\displaystyle N=\left\lfloor {\frac {14-m}{12}}\right\rfloor }
  - {\displaystyle Y=y-N}
  - {\displaystyle M=m+12N}
2. 換算[注釈 13]
  - {\displaystyle {\begin{aligned}{\mathit {MJD}}&=\lfloor 365.25Y\rfloor -\left\lfloor {\frac {Y}{100}}\right\rfloor +\left\lfloor {\frac {Y+700}{900}}\right\rfloor +\left\lfloor {\frac {Y+300}{900}}\right\rfloor +\left\lfloor {\frac {153(M-3)+2}{5}}\right\rfloor +d-678~882\\&=\lfloor 365.25Y\rfloor -\left\lfloor {\frac {Y}{100}}\right\rfloor +\left\lfloor {\frac {Y-200+900}{900}}\right\rfloor +\left\lfloor {\frac {Y-600+900}{900}}\right\rfloor +\left(\left\lfloor {\frac {153(M-2)-1}{5}}\right\rfloor -30\right)+d-678~882\\&=\lfloor 365.25Y\rfloor -\left\lfloor {\frac {Y}{100}}\right\rfloor +\left(\left\lfloor {\frac {Y-200}{900}}\right\rfloor +1\right)+\left(\left\lfloor {\frac {Y-600}{900}}\right\rfloor +1\right)+\left(\lfloor 30.6(M-2)-0.2\rfloor -30\right)+d-678~882\\&=\lfloor 365.25Y\rfloor -\left\lfloor {\frac {Y}{100}}\right\rfloor +\left(\left\lfloor {\frac {Y-200}{900}}\right\rfloor +1\right)+\left(\left\lfloor {\frac {Y-600}{900}}\right\rfloor +1\right)+\left(\lfloor 30.59(M-2)\rfloor -30\right)+d-678~882\\&=\lfloor 365.25Y\rfloor -\left\lfloor {\frac {Y}{100}}\right\rfloor +\left\lfloor {\frac {Y-200}{900}}\right\rfloor +\left\lfloor {\frac {Y-600}{900}}\right\rfloor +\lfloor 30.59(M-2)\rfloor +d-678~910\end{aligned}}}

#### 換算段階における公式の各項の説明
ここでは、上記の換算式のうち、簡潔化される前の1行目のものに焦点を当てて、説明を行う。
第1項から第4項は、西暦年数について扱っている。
- 第1項は、4年に1度だけ挿入される閏日を加え、
- 第2項は、100で割り切れる年に挿入されて来た閏日の数を一旦減らし、
- 第3項は、900で割った余りが200となる年に挿入される閏日の数を加え、
- 第4項は、900で割った余りが600となる年に挿入される閏日の数を加え

ている。
第5項と第6項の両項は、1月と2月を前年の13月と14月として見なした上で、両項合わせて、「該当年の3月1日から、MJD に変換したい日付までの累計日数」を数えている。第5項については、参考までに、以下に表を示す。
| 事前準備段階 | 前月     | 前月                | 累計 日数 | 換算段階  |
| 当月 (M)     | M - 1    | 各月の日数 （小計） | 累計 日数 | 第5項の値 |
| ------------ | -------- | ------------------- | --------- | --------- |
| 3            | （無し） | （無し）            | 0         | 0         |
| 4            | 3        | 31                  | 31        | 31        |
| 5            | 4        | 30                  | 61        | 61        |
| 6            | 5        | 31                  | 92        | 92        |
| 7            | 6        | 30                  | 122       | 122       |
| 8            | 7        | 31                  | 153       | 153       |
| 9            | 8        | 31                  | 184       | 184       |
| 10           | 9        | 30                  | 214       | 214       |
| 11           | 10       | 31                  | 245       | 245       |
| 12           | 11       | 30                  | 275       | 275       |
| 13           | 12       | 31                  | 306       | 306       |
| 14           | 13       | 31                  | 337       | 337       |

第7項は、第1項から第6項を用いて出て来た値を、MJD に調整するために設けられている。

#### 例1
例1として、修正ユリウス暦1923年10月14日に相当する、修正ユリウス日 MJD を計算してみると、結果は 23 706 となる。
1. 事前準備
  - {\displaystyle N=\left\lfloor {\frac {14-10}{12}}\right\rfloor =0}
  - {\displaystyle Y=1923-0=1923}
  - {\displaystyle M=10+12\times 0=10}
2. 換算
  - {\displaystyle {\mathit {MJD}}={\lfloor 365.25\times 1923\rfloor -\left\lfloor {\frac {1923}{100}}\right\rfloor +\left\lfloor {\frac {1923-200}{900}}\right\rfloor +\left\lfloor {\frac {1923-600}{900}}\right\rfloor +\lfloor 30.59(10-2)\rfloor +14-678~910}=23~706}

#### 例2
例2として、修正ユリウス暦2001年1月1日に相当する、修正ユリウス日 MJD を計算してみると、結果は 51 910 となる。
1. 事前準備
  - {\displaystyle N=\left\lfloor {\frac {14-1}{12}}\right\rfloor =1}
  - {\displaystyle Y=2001-1=2000}
  - {\displaystyle M=1+12\times 1=13}
2. 換算
  - {\displaystyle {\mathit {MJD}}={\lfloor 365.25\times 2000\rfloor -\left\lfloor {\frac {2000}{100}}\right\rfloor +\left\lfloor {\frac {2000-200}{900}}\right\rfloor +\left\lfloor {\frac {2000-600}{900}}\right\rfloor +\lfloor 30.59(13-2)\rfloor +1-678~910}=51~910}

### 修正ユリウス日 (MJD) から修正ユリウス暦への換算
修正ユリウス日 MJD から修正ユリウス暦上の日付（y 年 m 月 d 日）を計算するには次の公式を使う。
| 計算用に変換 | 計算用に変換 | {\displaystyle D_{X}={\mathit {MJD}}+678~882}                                 | {\displaystyle D_{X}={\mathit {MJD}}+678~882}                                      |
| 900年単位    | 900年単位    | {\displaystyle Y_{A}=\left\lfloor {\frac {D_{X}-1}{328~718}}\right\rfloor }   | {\displaystyle D_{A}=D_{X}-328~718Y_{A}}                                           |
| 100年単位    | 100年単位    | {\displaystyle Y_{B}=\left\lfloor {\frac {9D_{A}-7}{328~718}}\right\rfloor }  | {\displaystyle D_{B}=D_{A}-\left\lfloor {\frac {328~718Y_{B}+6}{9}}\right\rfloor } |
| 1年単位      | 1年単位      | {\displaystyle Y_{C}=\left\lfloor {\frac {100D_{B}-1}{36~525}}\right\rfloor } | {\displaystyle D_{C}=D_{B}-\lfloor 365.25Y_{C}\rfloor }                            |
| 調整関連     | 調整関連     | {\displaystyle M=\left\lfloor {\frac {5D_{C}-3}{153}}\right\rfloor +3}        | {\displaystyle N=\left\lfloor {\frac {M-1}{12}}\right\rfloor }                     |
| 日付         | 年           | {\displaystyle y=900Y_{A}+100Y_{B}+Y_{C}+N}                                   | {\displaystyle y=900Y_{A}+100Y_{B}+Y_{C}+N}                                        |
| 日付         | 月           | {\displaystyle m=M-12N}                                                       | {\displaystyle m=M-12N}                                                            |
| 日付         | 日           | {\displaystyle d=D_{C}+30-\lfloor 30.59(M-2)\rfloor }                         | {\displaystyle d=D_{C}+30-\lfloor 30.59(M-2)\rfloor }                              |

#### 公式の各値についての説明
- 計算用に変換
  - {\displaystyle D_{X}}
    1. 修正ユリウス日 MJD の元期は、グレゴリオ暦1858年11月17日の午前0時UTである。
    2. しかしそのままでは、修正ユリウス日 MJD から修正ユリウス暦への換算が行えない。
    3. そのため、修正ユリウス日 MJD に 678 882 を加えることによって、換算用の新しい元期を、先発修正ユリウス暦紀元前1年（紀元0年）3月1日午前0時UTに設定している。
    4. DX は、「その新しい元期から、修正ユリウス日 MJD が指すその日までの累計日数」を意味している。
- 900年単位
  - {\displaystyle Y_{A}}
    - 出力値 (YA) について直感的には、（下記の DA を用いて表すと）「DX - DA を 328 718 で割った時の商である」[注釈 17]と説明可能である。

  - {\displaystyle D_{A}}
    - 出力値 (DA) は、「DX - 1 を328 718 で割った余りに 1 を加えた数」[注釈 17]に等しい。
    - 出力値の最小値は 1 であり、最大値は 328 718 である。
- 100年単位
  - {\displaystyle Y_{B}}
    - DA と出力値 (YB) の間には、次の関係が成立している。なお、以下において、右向き矢印の左側では「DA の範囲」を、右側では「YB の値」を示している。
      - 「1」以上「36 524」（36,524日分）→ 0
      - 「36 525」以上「73 049」以下（36,525日分）→ 1
      - 「73 050」以上「109 573」以下（36,524日分）→ 2
      - 「109 574」以上「146 097」以下（36,524日分）→ 3
      - 「146 098」以上「 182 621」以下（36,524日分）→ 4
      - 「182 622」以上「219 146」以下（36,525日分）→ 5
      - 「219 147」以上「255 670」以下（36,524日分）→ 6
      - 「255 671」以上「292 194」以下（36,524日分）→ 7
      - 「292 195」以上「328 718」以下（36,524日分）→ 8

  - {\displaystyle D_{B}}
    - 「DA を、1（日）以上、100年相当分の日数[注釈 18]以下の範囲内に調節したもの」を、その出力値としている。
- 1年単位
  - {\displaystyle Y_{C}}
    - DB と出力値 (YC) の間には、次の関係が成立している。ただし、以下において、右向き矢印の左側で示されているものは「DA の範囲」、右側で示されているものは「YC の値」であって、n は、説明の簡略化のためにのみ用いている「0 以上 24 以下の整数」である[注釈 19]。
      - 「1 461n + 1」以上「1 461n + 365」以下（365日分）→ 4n
      - 「1 461n + 366」以上「1 461n + 730」以下（365日分）→ 4n + 1
      - 「1 461n + 731」以上「1 461n + 1 095」以下（365日分）→ 4n + 2
      - 「1 461n + 1 096」以上「1 461n + 1 461」以下（366日分）→ 4n + 3

  - {\displaystyle D_{C}}
    - 「DB を、1（日）以上、1年相当分の日数[注釈 20]以下の範囲内に調節したもの」を、その出力値としている。
- 調整関連
  - {\displaystyle M}
    - 出力値は、修正ユリウス暦上の暫定的な月数であり、下記の N による調整の対象である。
    - DC と出力値 (M) の間には、次の関係が成立している。なお、以下において、右向き矢印の左側では「DC の範囲」を、右側では「M の値」を示している。
      - 「1」以上「31」以下（31日分）→ 3
      - 「32」以上「61」以下（30日分）→ 4
      - 「62」以上「92」以下（31日分）→ 5
      - 「93」以上「122」以下（30日分）→ 6
      - 「123」以上「153」以下（31日分）→ 7
      - 「154」以上「184」以下（31日分）→ 8
      - 「185」以上「214」以下（30日分）→ 9
      - 「215」以上「245」以下（31日分）→ 10
      - 「246」以上「275」以下（30日分）→ 11
      - 「276」以上「306」以下（31日分）→ 12
      - 「307」以上「337」以下（31日分）→ 13
      - 「338」以上「366」以下（29日分）→ 14

  - {\displaystyle N}
    - 1月と2月がそれぞれ、前年の13月と14月として出力されないように調整するための値である。
    - M と出力値 (N) の間には、次の関係が成立している。なお、以下において、右向き矢印の左側では「M の範囲」を、右側では「N の値」を示している。
      - 「3」以上「12」以下（10か月分）→ 0
      - 「13」以上「14」以下（2か月分）→ 1
- 日付
  - {\displaystyle y}
    - 出力値は、修正ユリウス暦上の年数である。ただしそれは、天文学的紀年法によるため、「0」となり得る。なお、「y 年」(y < 1) は、「紀元前 1 - y 年」と同じ意味である。

  - {\displaystyle m}
    - 出力値は、修正ユリウス暦上の月である。

  - {\displaystyle d}
    - 出力値は、修正ユリウス暦上の日付である。

#### 例1
例1として、修正ユリウス日 23 706 に相当する、修正ユリウス暦上の日付（y 年 m 月 d 日）を計算してみると、結果は1923年10月14日となる。
| 計算用に変換 | 計算用に変換 | {\displaystyle D_{X}=23~706+678~882=702~588}                                            | {\displaystyle D_{X}=23~706+678~882=702~588}                                                 |
| 900年単位    | 900年単位    | {\displaystyle Y_{A}=\left\lfloor {\frac {702~588-1}{328~718}}\right\rfloor =2}         | {\displaystyle D_{A}=702~588-328~718\times 2=45~152}                                         |
| 100年単位    | 100年単位    | {\displaystyle Y_{B}=\left\lfloor {\frac {9\times 45~152-7}{328~718}}\right\rfloor =1}  | {\displaystyle D_{B}=45~152-\left\lfloor {\frac {328~718\times 1+6}{9}}\right\rfloor =8~628} |
| 1年単位      | 1年単位      | {\displaystyle Y_{C}=\left\lfloor {\frac {100\times 8~628-1}{36~525}}\right\rfloor =23} | {\displaystyle D_{C}=8~628-\lfloor 365.25\times 23\rfloor =228}                              |
| 調整関連     | 調整関連     | {\displaystyle M=\left\lfloor {\frac {5\times 228-3}{153}}\right\rfloor +3=10}          | {\displaystyle N=\left\lfloor {\frac {10-1}{12}}\right\rfloor =0}                            |
| 日付         | 年           | {\displaystyle y=900\times 2+100\times 1+23+0=1~923}                                    | {\displaystyle y=900\times 2+100\times 1+23+0=1~923}                                         |
| 日付         | 月           | {\displaystyle m=10-12\times 0=10}                                                      | {\displaystyle m=10-12\times 0=10}                                                           |
| 日付         | 日           | {\displaystyle d=228+30-\lfloor 30.59(10-2)\rfloor =14}                                 | {\displaystyle d=228+30-\lfloor 30.59(10-2)\rfloor =14}                                      |

#### 例2
例2として、修正ユリウス日 51 910 に相当する、修正ユリウス暦上の日付（y 年 m 月 d 日）を計算してみると、結果は2001年1月1日となる。
| 計算用に変換 | 計算用に変換 | {\displaystyle D_{X}=51~910+678~882=730~792}                                           | {\displaystyle D_{X}=51~910+678~882=730~792}                                               |
| 900年単位    | 900年単位    | {\displaystyle Y_{A}=\left\lfloor {\frac {730~792-1}{328~718}}\right\rfloor =2}        | {\displaystyle D_{A}=730~792-328~718\times 2=73~356}                                       |
| 100年単位    | 100年単位    | {\displaystyle Y_{B}=\left\lfloor {\frac {9\times 73~356-7}{328~718}}\right\rfloor =2} | {\displaystyle D_{B}=73~356-\left\lfloor {\frac {328~718\times 2+6}{9}}\right\rfloor =307} |
| 1年単位      | 1年単位      | {\displaystyle Y_{C}=\left\lfloor {\frac {100\times 307-1}{36~525}}\right\rfloor =0}   | {\displaystyle D_{C}=307-\lfloor 365.25\times 0\rfloor =307}                               |
| 調整関連     | 調整関連     | {\displaystyle M=\left\lfloor {\frac {5\times 307-3}{153}}\right\rfloor +3=13}         | {\displaystyle N=\left\lfloor {\frac {13-1}{12}}\right\rfloor =1}                          |
| 日付         | 年           | {\displaystyle y=900\times 2+100\times 2+0+1=2~001}                                    | {\displaystyle y=900\times 2+100\times 2+0+1=2~001}                                        |
| 日付         | 月           | {\displaystyle m=13-12\times 1=1}                                                      | {\displaystyle m=13-12\times 1=1}                                                          |
| 日付         | 日           | {\displaystyle d=307+30-\lfloor 30.59(13-2)\rfloor =1}                                 | {\displaystyle d=307+30-\lfloor 30.59(13-2)\rfloor =1}                                     |